# عصر مدرن (فیلم ۲۰۰۵)
عصر مدرن (به هندی: Kalyug) فیلمی محصول سال ۲۰۰۵ و به کارگردانی موهیت سوری است. در این فیلم بازیگرانی همچون کونال خمو، دیپال شاو، اسمایل سوری، عمران هاشمی، آمریتا سینگ، اشوتوش رانا ایفای نقش کرده‌اند.